# Kravaře (Opavai járás)
Kravaře település Csehországban, Opavai járásban. Kravaře Háj ve Slezsku, Bolatice, Dolní Benešov, Štěpánkovice, Štítina, Chlebičov, Velké Hoštice és Mokré Lazce településekkel határos. Lakosainak száma 6655 fő (2024. január 1.).

## Népesség
A település lakosságának változását az alábbi diagram mutatja:
| Lakosok száma | 4527 | 4847 | 6199 | 5354 | 6395 | 6693 | 6699 | 6695 | 6601 | 6655 |
|               | 1869 | 1890 | 1921 | 1950 | 1980 | 2001 | 2017 | 2019 | 2022 | 2024 |